# Заслуженный артист РСФСР
Заслуженный артист РСФСР — почётное звание, которое присваивалось Президиумом Верховного Совета РСФСР и являлось одной из форм признания государством и обществом заслуг отличившихся граждан. Учреждено 10 августа 1931 года.

## Статус звания в 1920-е гг
Начиная с 1919 и до указа 1931 года присваивалось почётное звание «Заслуженный артист Республики». Звание присваивалось коллегиями Наркомпроса республик, приказами наркомов просвещения, исполкомами областных и краевых советов. Наряду с этим с 1919 года существовали звания «заслуженный артист академических театров», «заслуженный артист государственных театров», «заслуженный артист советских театров».

## Статус звания в 1930—1990-е гг
После выхода постановления СНК РСФСР от 10 августа 1931 года была разработана и утверждена 19 июня 1932 года Коллегией Наркомата просвещения РСФСР «Инструкция о порядке присуждения звания заслуженного артиста РСФСР». Данной инструкцией было определено следующее:

1. Звание заслуженного артиста РСФСР присуждается специальными постановлениями коллегии Наркомпроса РСФСР.

2. Звание заслуженного артиста РСФСР присуждается художественно-творческим работникам искусства за заслуги их в художественной деятельности, в частности, за исключительное по мастерству исполнение, за создание высокохудожественных образцов искусства.

3. Правом получения звания заслуженного артиста РСФСР пользуются лишь граждане, не лишенные избирательных прав и проработавшие в любой из областей искусства (тсо, музыка, цирк, эстрада, кино) после Октябрьской революции 1917 г. не менее десяти лет.

4. Инициатива возбуждения ходатайства о предоставлении отдельным лицам звания заслуженного артиста или художника принадлежит сектору искусств Наркомпроса, секторам искусств районо, ЦК рабис, художественным предприятиям, художественным научным и общественным организациям.

5. К ходатайству о предоставлении звания заслуженного артиста или художника должны быть приложены:

краткое жизнеописание кандидата;
заключение месткома художественного предприятия, в котором работает кандидат, или (если кандидат не состоит на службе) заключение местного отдела союза рабис;
постановления общего собрания рабочих и служащих учреждения или предприятия, где работает кандидат;
отзывы других художественных учреждений и организаций, а также отдельных компетентных лиц и прессы о деятельности кандидата;
отзывы и поддержка рабочих организаций и предприятий, с которыми связана была деятельность кандидата.

6. Ходатайство о предоставлении звания заслуженного артиста подаются в сектор искусств Наркомпроса, который представляет их, после предварительного рассмотрения, со своим суждением и заключением ЦК рабис на окончательное утверждение коллегии Наркомпроса.
Указом Президиума Верховного Совета РСФСР от 1 января 1940 года «Об установлении почётных званий РСФСР — заслуженного учителя школы и заслуженного врача» (с изменениями и дополнениями) было утверждено положение о почётных званиях РСФСР, в том числе заслуженного артиста РСФСР. Положением определялось:

почётное звание РСФСР «заслуженный артист РСФСР» присваивается Президиумом Верховного Совета РСФСР режиссерам и артистам театра, кино, эстрады, цирка, а также музыкальным исполнителям, обладающим высоким мастерством, создавшим высокохудожественные образы, спектакли, кинофильмы, музыкальные произведения и своей деятельностью способствующим развитию искусства;
звание присваивается по представлениям соответствующих министерств и ведомств СССР и РСФСР и Президиумов Верховных Советов АССР;
о присвоении звания могут возбуждать ходатайства районные, городские Советы депутатов трудящихся и их исполнительные комитеты, партийные, профессиональные и другие общественные организации перед Советами Министров АССР, исполнительными комитетами краевых, областных Советов депутатов трудящихся. Исполнительные комитеты краевых, областных Советов депутатов трудящихся свои ходатайства о присвоении звания представляют в соответствующие министерства и ведомства СССР и РСФСР. По материалам о присвоении звания, представляемым на рассмотрение министерств и ведомств, должны быть заключения соответствующих ЦК профсоюзов. Советы Министров АССР возбуждают ходатайства о присвоении почетных званий РСФСР перед Президиумами Верховных Советов АССР. Президиумы Верховных Советов АССР свои представления о присвоении почетных званий РСФСР вносят непосредственно в Президиум Верховного Совета РСФСР;
лицам, которым присвоено звание, вручаются почетные грамоты Президиума Верховного Совета РСФСР;
лишение звания РСФСР может быть произведено только Президиумом Верховного Совета РСФСР.
Следующей степенью признания было присвоение звания «Народный артист РСФСР», затем «Народный артист СССР».

## Переходный период
С 16 мая 1992 года во всех документах звание именуется «Заслуженный артист Российской Федерации». Нагрудный знак претерпел некоторые изменения: была убрана надпись «РСФСР» и на муаровой ленте была сделана замена флага РСФСР 1954 года на триколор. Накануне 1996 года вышел Указ Президента Российской Федерации № 1341, после чего были разработаны новые знаки.
Переходный период продолжался до апреля 1996 года в связи с тем, что продолжалось действие правового акта о звании «Заслуженный артист РСФСР». Только в декабре 1995 года было установлено звание «Заслуженный артист Российской Федерации» Указом Президента Российской Федерации от 30 декабря 1995 года № 1341 (вступил в силу 1 апреля 1996 года), а до вступления в силу нового указа действовали правовые акты об установлении почётных званий РСФСР.

## Описание нагрудного знака «Заслуженный артист РСФСР»
Нагрудный знак «Заслуженный артист РСФСР» был учрежден Указом Президиума Верховного Совета РСФСР от 30 января 1981 года «Об учреждении нагрудных знаков „Народный артист РСФСР“, „Народный художник РСФСР“, „Заслуженный деятель искусств РСФСР“, „Заслуженный артист РСФСР“, „Заслуженный художник РСФСР“, „Заслуженный работник культуры РСФСР“, „Заслуженный юрист РСФСР“».
Нагрудный знак изготовлялся из томпака с золочением и имеет форму овала размером 28,7 на 43 мм c ушком. В центральной части знака расположено изображение лиры и ниже надпись «Заслуженный артист РСФСР» с лавровыми и дубовыми ветвями по краям. Все изображения и надписи выпуклые и залиты бесцветной, прозрачной эмалью. Нагрудный знак при помощи ушка и звена соединяется с золочёной прямоугольной колодочкой размером 15 мм на 25 мм. Колодочка обвита муаровой лентой с красным и светло-синим цветами флага РСФСР. Колодочка имеет с обратной стороны булавку для прикрепления знака к одежде. К знаку прилагалась Грамота Президиума Верховного Совета РСФСР.